# Diecéze Volterra
Diecéze Volterra (latinsky Dioecesis Volaterrana) je římskokatolická diecéze v italské oblasti Toskánsko, která tvoří součást Církevní oblasti Toskánsko. Je sufragánní vůči arcidiecézi pisánské.

## Stručná historie
První doklady o volterrské diecézi jsou ze 3. století, původně byla bezprostředně podřízena Sv. Stolci. Roku 1856 se diecéze stala sufragánní vůči pisánské metropoli, a biskupové dostali právo nosit palium.